# باغ عباس (مشيز بردسير)
باغ عباس (بالفارسية: باغ عباس) هي قرية تقع في إيران في البلدة المركزية.